# Bułgarska Partia Komunistyczna
Bułgarska Partia Komunistyczna (bułg. Българска комунистическа партия, BPK) – bułgarska partia polityczna, która sprawowała dyktatorską władzę totalitarną w Ludowej Republice Bułgarii (1946–1990). BPK została założona w 1919 na bazie lewicowego odłamu Bułgarskiej Robotniczej Partii Socjaldemokratycznej, który tworzyli tzw. wąscy socjaliści (bułg. тесни социалисти). Od marca tego samego roku partia należała do Międzynarodówki Komunistycznej pozostając członkiem organizacji do czasu jej rozwiązania. Pod względem ideowym stopniowo przyjmowała nacjonalistyczny charakter. Najważniejszą rolę w zarządzaniu BPK pełniło Biuro Polityczne (wybierane przez Komitet Centralny partii podczas plenum) i Sekretariat.
3 kwietnia 1990, podczas nadzwyczajnego kongresu (zjazdu) członków partii, BPK przemianowała się na Bułgarską Partię Socjalistyczną (BPS) i pod tą nazwą pozostaje do dziś jednym z najsilniejszych ugrupowań na bułgarskiej scenie politycznej.
Po 1990 nazwę Bułgarska Partia Komunistyczna przyjęło kilka innych partii i ugrupowań, które w ten sposób starają się nawiązać do tradycji komunistycznej w Bułgarii.

## Historia Bułgarskiej Partii Komunistycznej

### Powstanie BPK (1891–1919)
Podwaliny pod przyszłą Bułgarską Partię Komunistyczną zostały położone 20 lipca 1891 podczas tzw. kongresu buzłudżańskiego, na którym utworzono Bułgarską Partię Socjaldemokratyczną (BPSD). W 1894 BPSD połączyła się z Bułgarskim Związkiem Socjaldemokratycznym tworząc Bułgarską Robotniczą Partię Socjaldemokratyczną (BRPSD). W 1903 w BRPSD zarysował się wyraźny podział na dwie frakcje ideologiczne: lewicową, którą tworzyli tzw. „wąscy” (autentyczni) socjaliści (bułg. тесни социалисти), i socjaldemokratyczną, której zwolennicy byli nazywani „szerokimi” (liberalnymi) socjalistami (bułg. широки социалисти). Obie frakcje zachowały nazwę BRPSD. Obydwie frakcje należały do II Międzynarodówki na łamach której konkurowały ze sobą.
Na czele radykalnych wąskich socjalistów stanął Dimityr Błagojew. Frakcje wąskich socjalistów ostatecznie ukształtowały rozłamy do których doszło w 1905 (partię wówczas opuścili anarcholiberałowie) i w 1908 (z partii została wyrzucona grupa tzw. postępowców progresisti). Frakcja opowiadała się przeciwko nacjonalizmowi i za autonomią dla Macedonii i Tracją Adrianopolską. Działała w ruchu związkowym, spierając się o wpływy z reformistami. Posiadała swoją reprezentację w bułgarskim parlamencie. W styczniu 1910 przedstawiciele grupy wzięli udział w konferencji bałkańskich partii socjaldemokratycznych, na której poparli utworzenie na półwyspie federacji demokratycznych republik.
W trakcie I wojny światowej wąscy socjaliści opowiedzieli się za zakończeniem wojny, ogłaszając to na II Bałkańskiej Socjaldemokratycznej Konferencji w czerwcu 1915. W odwecie rząd wytoczył członkom Komitetu Centralnego i parlamentarzystom grupy procesy sądowe. Szersze poparcie zdobyli po 1917, gdy Bułgarię ogarnął kryzys gospodarczy i pojawił się głód. Wówczas pod hasłem wojna wojnie zaczęli tworzyć komitety rewolucyjne i wzywali do natychmiastowego zakończenia bułgarskiego udziału w wojnie i zawarcia pokoju pozbawionego kontrybucji i aneksji. Za antywojenną propagandę wielu działaczy partii (w tej liczbie przyszły premier Georgi Dimitrow), w tym dziennikarze „Wiadomości Robotniczych” („Rabotniczeski westnik”) zostali skazani na wyroki więzienia. W 1918 Komitet partii nie poparł powstania antyrządowego zorganizowanego przez zrewolucjonizowanych żołnierzy i chłopstwo uznając, że Bułgaria nie dorosła jeszcze do sytuacji rewolucyjnej.
W 1919 na XXII Kongresie Bułgarskiej Robotniczej Partii Socjaldemokratycznej (frakcji wąskich socjalistów) grupa przyjęła nazwę Bułgarska Partia Komunistyczna – wąscy socjaliści. I Kongres Bułgarskiej Partii Komunistycznej zwołany pod koniec maja tego samego roku zdecydował o dołączeniu partii w szeregi III Międzynarodówki i dalszej bolszewizacji ruchu. Sekretarzem generalnym partii został Wasił Kołarow. Partia w wyborach które odbyły siew tym samym roku zdobyła małą reprezentację parlamentarną.

### BPK w latach 1919–1944

#### Działalność do powstania wrześniowego
Partia zaraz po utworzeniu zorganizowała serię strajków ekonomicznych przeciwko dramatycznej sytuacji żywnościowej w Bułgarii i interwencji przeciwko Rosji Radzieckiej. Ogólnokrajowe wystąpienia z lutego 1919 zostały stłumione przez rząd koalicyjny za pomocą dysponującego bronią palną i artylerią wojska i wojsk okupacyjnych Ententy (na rozkaz ministra spraw wewnętrznych Krystiu Pastuchowa wywodzącego się z ruchu „szerokich socjalistów”). Jeszcze w tym samym miesiącu odbył się wybory samorządowe który pokazały, że manifestacje przyczyniły się do dużego wzrostu poparcia dla komunistów. Komuniści zdecydowali się na kontynuacje strajków do lutego 1920. W przeciągu 1919 komuniści pod kierownictwem swojej centrali związkowej (Powszechny Syndykalny Związek Robotniczy, bułg. Общ работнически синдикален съюз, ORSS) zorganizowali 146 strajków w 222 przedsiębiorstwach. Udział w nich wzięło 75 310 robotników. W obliczu tak dużego udziału społeczeństwa w rozruchach rząd ograniczył antypracownicze represje.
W wyborach z 1920 partia zdobyła 184 616 głosów (o 65 000 więcej aniżeli w poprzednich) wchodząc tym samym w skład parlamentu. W połowie 1921 komuniści wznowili strajki, co związane było z ogólnoświatowym kryzysem gospodarczym który w dużym stopniu objął Bułgarię. Kryzys doprowadził do rozłamu pośród „szerokich socjalistów” z których lewicowa część opuściła szeregi partii i włączyła się w skład struktur BPK. Na wiosnę tego roku odbył się III Kongres BPK (t. s.). Na Kongresie partii większość członków opowiedziało się za nowym programem zakładającym budowę dyktatury proletariatu opartej na sojuszu robotniczo-chłopskim.
Po wyborach do parlamentu z 1923 BPK (w.s.) stała się drugą siłą polityczną w kraju (za Bułgarskim Ludowym Związkiem Chłopskim, BLZCh) zdobywając 18,9% głosów poparcia. Związek Chłopski uzyskał 212 mandatów, komuniści – 16; liczba reprezentantów innych ugrupowań ograniczała się do kilku posłów. W przededniu tzw. przewrotu czerwcowego partia liczyła ponad 38 tys. członków, ponadto współpracowała z kilkoma znaczącymi organizacjami, takimi jak: Bułgarski Komunistyczny Związek Młodzieżowy (bułg. Български комунистически младежки съюз, 14 tys. członków) i kooperacja „Wyzwolenie” (bułg. кооперация „Освобождение”, 80 tys. członków) czy liczące około 30 tysięcy członków związki zawodowe ORSS. Popularność BPK zaowocowała powstaniem w niektórych gminach tzw. komun gminnych (bułg. общински комуни). Ciesząca się niewielkim poparciem opozycja antychłopska zrezygnowała z legislacyjnych środków i w 1923 organizacje prawicowe zorganizowały zamach stanu. Komuniści zachowali neutralność i uznali zamach stanu za walkę burżuazji miejskiej z wiejską.
Dość szybko powstały w wyniku puczu rząd Aleksandyra Cankowa przeprowadził delegalizację partii komunistycznej. W dalszej mierze bułgarskim ruch komunistycznej głosił zasadę neutralności wobec polityki Cankowa; została ona odwołana dopiero pod naciskiem Kominternu która zaleciła komunistom przeprowadzenie rewolucji. Komintern zalecił zyskanie przychylności lewicowego skrzydła ludowców i wspólne obalenie wojskowego rządu. Partia, choć głosiła hasła rewolucyjne i działa według zasad leninizmu, nie była jednak przychylnie nastawiona do walki na drodze zbrojnej rewolucji. Na zmianę stanowiska partii wpłynął były sekretarz partii Wasyl Kołarow, który powrócił do kraju i na krótko został aresztowany przez reżim. Komitet Centralny na posiedzeniu na początku sierpnia 1923 przystał na jego apel o sformowanie szerokiego frontu antyfaszystowskiego, wymierzonego w rząd. Koncepcję tę spopularyzował w artykułach publikowanych przez „Wiadomości Robotnicze” Georgi Dimitrow. Jedynym we władzach partyjnych przeciwnikiem tej koncepcji pozostawał sekretarz organizacyjny Komitetu Centralnego Todor Łukanow.
Rząd podejrzewając komunistów, 12 września zamknął lokale partii i zdelegalizował jej wydawnictwa. Aresztowanych zostało 2 tys. działaczy komunistycznych, w tym sekretarz polityczny KC Christo Kabakczyjew. Pozostali na wolności członkowie KC nie byli zgodni co do dalszej taktyki. Dopiero 20 września Komitet Centralny zdecydował się na militarne powstanie. Na czele powstańców stanął komitet wojskowo-rewolucyjny z Dymitrowem, Kołarowem i Gawriłem Genowem.

#### Powstanie wrześniowe

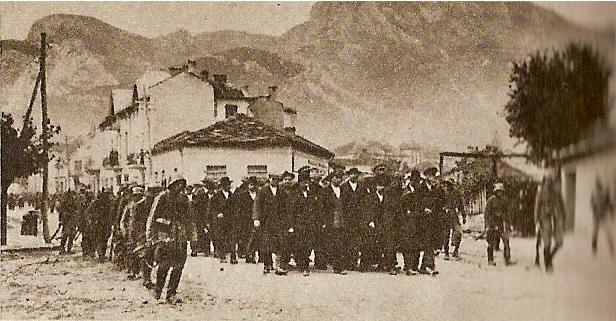
Kolumna powstańców pojmanych przez siły rządowe (1923)

Współorganizowana przez komunistów rewolta oficjalnie rozpoczęła się 23 września (niemniej jednak walki komunistycznych i ludowych oddziałów z rządem toczyły się już od początku miesiąca). Największym osiągnięciem powstańców było zdobycie Nowej Zagory. W Nowej Zagorze powstańcy uwolnili grupę więźniów i utworzyli rząd robotniczo-chłopski. Na czele zbuntowanych oddziałów stanął uwolniony z więzienia Petko Enew, jednak jeszcze 20 września siły wojskowe, sprowadzone z Jambołu, Sliwenu i Harmanli, stłumiły wystąpienie i rozpoczęły represje wobec komunistów. W nocy z 22 na 23 września rozpoczęło się powstanie w Bułgarii północno-zachodniej, które w okręgach wraczańskim i widyńskim miało charakter masowy. Liderem tamtejszego komitetu rewolucyjnego został Dymitrow. Pod jego dowództwem znaleźli się komuniści, ludowcy z Gwardii Pomarańczowej oraz anarchiści. 26 września posiłki sprowadzone przez rząd rozbiły silne zgrupowanie Kiriła Mitewa i Andreja Iwanowa (będący prawosławnym księdzem). W ostatnich dniach września część pokonanych sił powstańczych przekroczyła granicę jugosłowiańską.
Po klęsce powstania doszło do masowych aresztowań komunistów i ludowców oraz ich sojuszników. Szczególnie ucierpieli robotnicy z regionu Łomu. Trzy tys. z nich zostało uwięzionych na statkach zakotwiczonych na Dunaju, a następnie rozstrzelanych na podstawie wyroków wydanych w przyspieszonym postępowaniu. Około tysiąc osób zginęło w innych miejscowościach w podobnych okolicznościach, co daje łączną liczbę 4 tys. straconych.
Mimo klęski powstanie zyskało rangę symbolu. Do legendy przeszedł ksiądz Andrej Iwanow zwany „czerwonym popem”, który po upadku miasta został powieszony ma słupie telegraficznym przez żołnierzy wiernych rządowi.

#### Zamach w cerkwi „Sweta Nedela”
Stłumienie powstania w żaden sposób nie przyczyniło się do osłabnięcia poparcia dla komunistów. Komuniści pomimo delegalizacji wystawili swoich kandydatów wespół z lewicową częścią ludowców zyskując 8 mandatów. Pomimo obecności w parlamencie komunistom nie udało się nie dopuścić do ustawy o ochronie państwa. Ustawa weszła w życie a partia komunistyczna stała się obiektem nasilonych represji. W lutym 1924 komuniści utworzyli legalną Partię Pracy. Partia Pracy zaczęła wydawać dziennik „Zname na truda” („Sztandar Pracy”) i współpracowała z kilkoma jeszcze legalnymi organizacjami – Związkiem Młodzieży Komunistycznej, centralą ORSS i spółdzielnią „Oswobożdenie”. W wyborach samorządowych w tym samym roku na listę komunistów i ludowców zagłosowało 35% wyborców. Ścisłe kierownictwo partii przebywało na emigracji w Wiedniu (do czasu faszyzacji tego kraju) gdzie 27 października 1923 powstał Komitet Zagraniczny Bułgarskiej Partii Komunistycznej.

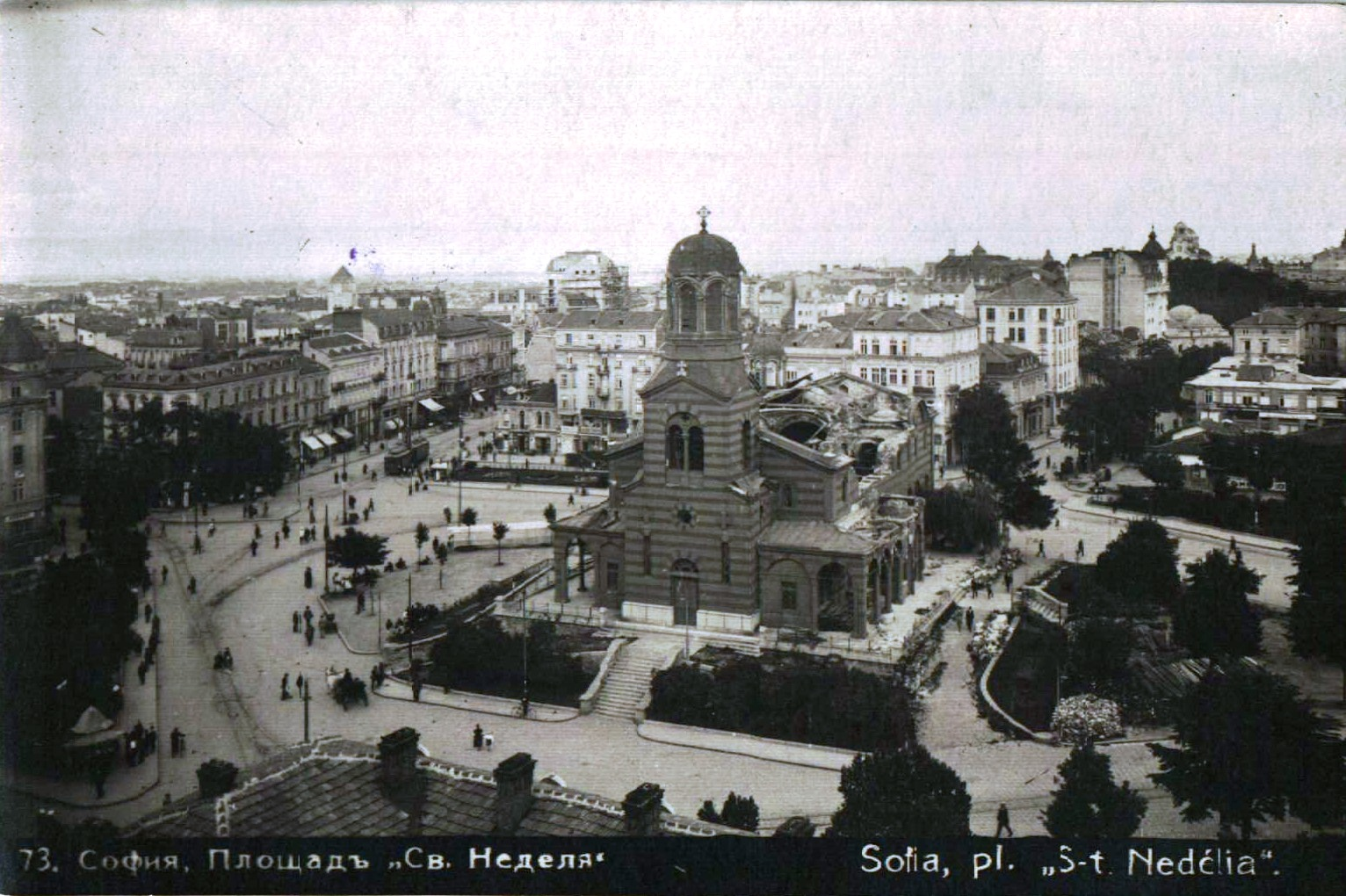
Cerkiew „Sweta Nedelja” niedługo po zamachu

W maju 1924 odbyła się konferencja partii komunistycznej na której działacze partii podjęli decyzje o przygotowywaniu kolejnego powstania. Do przygotowania powstania wciągnięta została lewica chłopska i Wewnętrzna Macedońska Organizacja Rewolucyjna. Po tym, gdy z planowanego powstania wycofała się Wewnętrzna Macedońska Organizacja Rewolucyjna (po sporze wewnętrznym zakończonym pogromami lewicowych działaczy macedońskich przez rząd i prawicę tego ugrupowania) część najradykalniejszego aktywu partii wbrew zaleceniom i woli Kominternu zdecydowała się na antyreżimowe akcje o terrorystycznym charakterze. Za ich przeprowadzanie odpowiedzialna była Organizacja Wojskowa BPK chcąca pomścić ofiary białego terroru. Działający w niej anarchizujący komuniści przeprowadzili m.in. nieudany zamach na króla Borysa III.
16 kwietnia 1925 skrajni aktywiści Organizacji Wojennej BPK przeprowadzili zamach bombowy w cerkwi „Sweta Nedela” w Sofii, którego celem miał być car Borys III oraz wojskowe i polityczne elity kraju. W efekcie eksplozji śmierć poniosło 213 osób (w większości przypadkowych ludzi), w tym troje deputowanych i kilkudziesięciu wojskowych. Borys III przebywał w chwili wybuchu w innym miejscu. Zamach doprowadził do nasilenia represji przeciwko komunistom. Wielu działaczy i zwolenników BPK zostało zamordowanych przez siły rządowe. Wśród ofiar nasilenia białego terroru, do którego doszło po zamachu, znaleźli się sympatyzujący z komunistami przedstawiciele bułgarskiej inteligencji i sztuki, jak np. Geo Milew, Sergej Rumianew, Christo Jasenow i Josif Herbst. Wkrótce po zamachu Komitet Centralny BPK, w którym dominującą rolę odgrywali umiarkowani działacze komunistyczni, określił akcję Organizacji Wojskowej BPK jako „nieprzemyślane działanie, zgubne dla ruchu antyfaszystowskiego”.

#### Utworzenie Partii Robotniczej i Bułgarskiej Partii Robotniczej
Podczas narady działaczy komunistycznych latem 1925 w Moskwie i na plenum zorganizowanym w 1926 w Wiedniu, umiarkowane skrzydło BPK, na czele którego stali Georgi Dymitrow i Wasił Kołarow, zdołało przeforsować swoją koncepcję przyszłej działalności BPK, która zakładała rezygnację z dążenia do zbrojnej konfrontacji z rządem. W międzyczasie, pod wpływem nacisków ze strony opinii międzynarodowej, rząd Cankowa (nazywanego „krwawym profesorem” z uwagi na stosowane represje) został zdymisjonowany. Na czele nowego rządu stanął Andrej Lapczew, który prowadził łagodniejszą politykę antykomunistyczną od swego poprzednika. Wykorzystując liberalizację ustrojową latem 1925 komuniści utworzyli Niezależne Robotnicze Związki Zawodowe (bułg. Независими работнически професионални съюзи) (NRPS) oraz zaczęli publikować organ „Jedinstwo”, rok później zaczął ukazywać się dziennik „Nowini” o orientacji komunistycznej.
W tych okolicznościach możliwe stało się wznowienie legalnej działalności przez komunistów na łamach partii. Podczas zorganizowanej w 1927 Konferencji Bezpartyjnych Grup Robotniczych zdecydowano o utworzeniu Partii Robotniczej z organem prasowym w postaci tygodnika „Czyn Robotniczy” (bułg. „Работническо дело”) oraz powiązanych z nią Robotniczego Związku Młodzieżowego (bułg. Работнически младежки съюз). Podczas wyborów do Zgromadzenia Narodowego w 1931 działacze partii zdobyli 31 mandatów deputowanych (na 240 miejsc). Wybory do stołecznego samorządu w 1932 zakończyły się zdobyciem większości miejsc przez komunistów, jednak rząd sformowany przez koalicję Blok Narodowy, unieważnił je. Nowe wybory, w których popełniono szereg nieprawidłowości, przyniosły wygraną Blokowi Narodowemu.
Blok Narodowy rządził w sposób autorytarny represjonując opozycję w tym komunistów. Represje przyniosły odwrotny skutek od zamierzonego i tylko tak liczba członków Partii Robotniczej wzrosła z sześciu tysięcy w 1931 do 30 tysięcy w 1932. Wybory samorządowe w 1932 pokazały, że jest ona bardzo popularna w ośrodkach przemysłowych i największych miastach (w stolicy komuniści zdobyli 1/3 głosów i 19 na 35 mandatów). Rząd obawiając się, że partia wygra kolejne wybory, zdecydował się na wytoczenie jej przywódcom serię procesów sądowych, kończących się zazwyczaj wyrokami śmierci. W październiku 1932 reżim aresztował wszystkich uczestników nielegalnego Zjazdu Partii Robotniczej, a w kwietniu 1933 usunął wszystkich parlamentarzystów komunistycznych ze Zgromadzenia Narodowego.

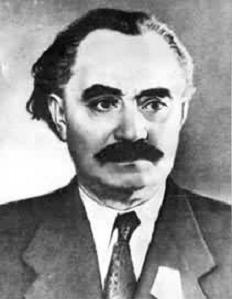
Georgi Dimitrow

Słynna mowa obrończa Georgiego Dymitrowa podczas procesu lipskiego (związanego z oskarżeniem komunistów o podpalenie Reichstagu) w 1933 przyniosła mu światowy rozgłos i ogromną popularność wśród działaczy partyjnych. Bułgarscy komuniści sympatyzujący z osobą Dymitrowa wydali pismo „Antifaszistki front” i założyli komitet pomagający ofiarom nazizmu.
Dymitrow pozostawał w sporze z radykalnymi kierownictwem partii, które odrzucało jego postulaty utworzenia jednolitego frontu antyfaszystowskiego. Według ortodoksyjnego kierownictwa partii, socjaldemokraci byli socjalfaszystamia ludowcy faszystami. Sekciarscy przywódcy partii twierdząc, że niedługo dojdzie do automatycznego krachu kapitalizmu pozostali obojętni wobec zdelegalizowania w 1934 Partii Robotniczej. Stanowisko to szczególnie rozgniewało Dymitrowa i jego sojuszników z III Międzynarodówki, którzy odtąd starali się odsunąć od władzy dotychczasowych liderów. Dymitrow i Kołarow na plenach w 1935 i 1936 skutecznie przeforsowali odsunięcie radykalnych i niechętnych na współpracę z innymi ugrupowaniami aktywistów z zarządu partii. Na VI rozszerzonym Plenum KC BPK zdecydowano o reaktywacji Partii Robotniczej i rozpoczęciu wstrzymanych od kilku lat akcji strajkowych. W skład utworzonego przez komunistów w lecie 1936 Frontu Narodowego weszli przedstawiciele socjaldemokratów, ludowców, Związku Rolniczego „Pładne” i antymonarchiści z Ligi Wojskowej. We wrześniu 1936 KC partii poparł dążenia do rewizji traktatu pokojowego z 1919 roku na korzyść Bułgarii i zorganizował akcje protestacyjne poświęcone temu zagadnieniu.
Pod koniec 1937 Komitet Centralny zdecydował o połączeniu wciąż działającej nielegalnie BPK z Partią Robotniczą i utworzeniu Bułgarskiej Partii Robotniczej (bułg. Българска работническа партия, BPR), Akcja zjednoczeniowa trwała do 1940 i objęła również odrębnie działające organizacje młodzieżowe oraz związki zawodowe.
W marcu 1938 komuniści wystartowali w wyborach wespół z sześcioma partiami opozycyjnymi i antyfaszystowskimi w większości niezwiązanymi z Frontem Narodowym. Blok Konstytucyjny w składzie z komunistami zdobył 63 na 160 mandatów.

#### Bułgarska Partia Robotnicza podczas II wojny światowej
W 1940 BPR przeprowadziła szeroko zakrojoną kampanię propagandową (nazwaną „Akcją Sobolewową”, bułg. Соболева акция, od nazwiska dyplomaty radzieckiego Arkadija Sobolewa) na rzecz propozycji wysuniętej Bułgarii przez ZSRR. Stosownie do niej oba kraje miały podpisać pakt o przyjaźni i wzajemnej pomocy, a na jego mocy Bułgaria miała udostępnić armii radzieckiej swoje bazy wojskowe w Burgasie i w Warnie w zamian za korzyści terytorialne względem Rumunii. Mimo nacisku ze strony komunistów rząd Bogdana Fiłowa odrzucił propozycję ZSRR i obrał kurs ku współpracy z nazistowskimi Niemcami, który 1 marca 1941 został uwieńczony przystąpieniem Bułgarii do Paktu trzech.
W dniu napaści Niemiec na ZSRR, 22 czerwca 1941, BPR wystosowała odezwę do narodu, w której nawoływała do bojkotu rządu. 24 czerwca tego samego roku partia zdecydowała się rozpocząć walkę zbrojną z rządem Fiłowa. Aktywiści BPR sformowali grupy partyzanckie i zorganizowali ruch oporu w Bułgarii. Pierwsza czeta partyzancka powstała 26 czerwca 1941, a na jej czele stanął Nikoła Parapunow. Z czasem ruch partyzancki przerodził się w ogólnokrajowe wystąpienie. W lipcu 1942 z inicjatywy Dymitrowa powstał Front Ojczyźniany (bułg. Отечествен фронт) którego celem było przyłączenie Bułgarii do państw alianckich. Rok później z inicjatywy KCB BPR powstała Narodowyzwoleńcza Armia Powstańcza (NOVA).
26 sierpnia 1944, pod wpływem informacji o wkroczeniu Armii Czerwonej na Bałkany, zarząd BPR wydał Okólnik Nr 4 (bułg. Окръжно №4), w którym wezwał wszystkich swoich aktywistów do przygotowania powstania zbrojnego przeciwko „monarchistyczno-faszystowskiej dyktaturze”. 6 września tego samego roku partyzanci i bojówkarze komunistyczni rozpoczęli proces przejmowania władzy w kraju. 7 września zdobyto więzienia w Plewenie i w Warnie i uwolniono z nich więźniów politycznych. Wczesnym rankiem 9 września oddziały wojskowe, które przeszły na stronę Frontu Ojczyźnianego dopomogły powstańcom w zajęciu kluczowych punktów w stolicy kraju i w obaleniu rządu Konstantina Murawijewa.

### BPK w latach 1944–1989

#### Polityka rządu Georgiewa
Po odsunięciu od władzy Murawijewa Front Ojczyźniany sformował rząd tymczasowy, na czele którego stanął Kimon Georgiew. Do składu rządu weszło po czterech działaczy Bułgarskiej Partii Robotniczej (komuniści) (pod tą nazwą od 1944) i BLZCh „Aleksander Stambolijski” (frakcja ludowców, potocznie nazywana BLZCh „Pładne”, bułg. БЗНС Пладне), po dwóch przedstawicieli Koła Politycznego „Zweno” (bułg. ПК „Звено“) i Bułgarskiej Robotniczej Partii Socjaldemokratycznej (szerocy socjaliści) oraz dwóch działaczy niezależnych. Lokalne komitety Frontu, w których główną rolę sprawowali komuniści i lewicowi ludowcy, przejmowały władzę w różnych regionach kraju. 4 października 1944 rząd wydał rozporządzenie o utworzeniu tymczasowego Sądu Ludowego (bułg. Народен съд) i osądzeniu winnych uczestnictwa Bułgarii w wojnie po stronie Paktu trzech. Nowy rząd wprowadził układ o zawieszeniu broni zawarty ze Związkiem Radzieckim, Wielką Brytanią i Stanami Zjednoczonymi oraz włączył się w ofensywę antyhitlerowską.
W 1945 rząd Georgiewa zdecydował o rozpisaniu wyborów do Zgromadzenia Narodowego. W wyborach po raz pierwszy mogły brać udział kobiety (zarówno jako głosujące, jak i kandydatki do parlamentu) i żołnierze czynnej służby. Z uwagi na wyraźne manipulacje ze strony komunistów wybory zostały zbojkotowane przez opozycję. Pod naciskiem Stanów Zjednoczonych i Wielkiej Brytanii, zwycięski Front Ojczyźniany początkowo zgodził się włączyć przedstawicieli innych partii do składu rządu, jednak rozmowy negocjacyjne z opozycją na ten temat zakończyły się fiaskiem. W marcu 1946 komuniści sformowali rząd, na czele którego ponownie stanął Kimon Georgiew. Rząd Georgiewa przeprowadził reformę rolną a we wrześniu zorganizował sfałszowane referendum ludowe w wyniku którego w kraju zlikwidowano monarchię i utworzono republikę ludową.

#### Rządy Dymitrowa
Zmiana ustroju wiązała się z koniecznością uchwalenia nowej konstytucji, dlatego pod koniec 1946 rozpisano wybory do tzw. Wielkiego Zgromadzenia Narodowego (Konstytuanty). Wybory zakończyły się zwycięstwem komunistów z Frontu Ojczyźnianego, którzy sformowali rząd na czele z Georgim Dymitrowem. Dymitrow odegrał czołową rolę w ustanowieniu w Bułgarii rządów komunistycznych na wzór stalinowski, likwidacji opozycji i przyjęciu kursu polityki zagranicznej zgodnego z interesami ZSRR. Rząd Dymitrowa nie mógł prowadzić samodzielnej polityki zagranicznej z powodu statusu politycznego Bułgarii, która była krajem pokonanym w wojnie, pozostającym w radzieckiej strefie wpływów. Znaczącą zmianę w relacjach międzynarodowych kraju przyniosło zwycięstwo komunistów w Jugosławii, coraz poważniej rozważana była możliwość powołania federacji obu państw (Federacja Bałkańska). Josip Broz Tito opowiadał się przy tym za nadaniem Bułgarii statusu kolejnej jugosłowiańskiej republiki, podczas gdy Dymitrow chciał związków dwóch równorzędnych podmiotów. W 1947 oba kraje podpisały umowę sojuszniczą.
W 1947 przyjęto Rozporządzenie o Ochronie Władzy Ludowej (bułg. Наредба-закон за защита на народната власт), które stało się podstawą do represjonowania opozycji politycznej. Liderzy partii opozycyjnych zostali umieszczeni w więzieniach i obozach, zaś same partie zdelegalizowane. Prześladowania dotknęły znanych działaczy politycznych takich jak Nikoła Petkow, Cweti Iwanow, Krystio Pastuchow czy Trifon Kunew. Zlikwidowane zostały również nielegalne organizacje takie jak: Wewnętrzna Macedońska Organizacja Rewolucyjna, „Car Krum”, „Chan Kubrat” oraz Związek Bułgarskich Legionów Narodowych (bułg. Съюз на българските национални легиони). Należące do Frontu Ojczyźnianego Bułgarska Robotnicza Partia Socjaldemokratyczna (szerocy socjaliści) i Koło Polityczne „Zweno” zjednoczyły się z BPR (komuniści) i przyjęły jej program. Tym samym na scenie politycznej oficjalnie pozostały tylko dwie partie: BPR (komuniści) i współpracujący z nią BLZCh. Ludowcy zrezygnowali z tzw. teorii klasowej opracowanej przez Aleksandyra Stambolijskiego, która dotychczas stanowiła podstawę ideologiczną ich działalności i przyjęli program komunistów, uznając tym samym wiodącą rolę BPR (komuniści). W 1948, podczas piątego kongresu partii w Sofii, komuniści mieli już pełnię władzy w kraju. Na kongresie zdecydowano o przywróceniu partii jej dawnej nazwy Bułgarska Partia Komunistyczna.
Partii nie ominęły też czystki we własnych szeregach – za zgodą Dymitrowa w kwietniu 1949 wicepremier rządu Trajczo Kostow został odwołany ze stanowiska. W grudniu tego samego Kostow został oskarżony o szpiegostwo i skazany na śmierć po pokazowym procesie.
W grudniu 1948 Dymitrow spotkał się w Moskwie ze Stalinem, przez którego został agresywnie skrytykowany za sposób sprawowania władzy w Bułgarii. Był już wówczas poważnie chory. Zmarł półtora roku później w ZSRR w trakcie pobytu na leczeniu. Abdurachman Awtorchanow sugerował, że Dymitrow został zamordowany na polecenie Stalina.

#### Rządy Kołarowa i Czerwenkowa
W 1949 komuniści rozpisali nowe wybory do Zgromadzenia Narodowego. Front Ojczyźniany, który stanowiła koalicja BPK i BLZCh, był jedyną startująca w nich formacją i zdobył 97,66% głosów. Wszystkie następne wybory, aż do końca Ludowej Republiki Bułgarii, miały wyłącznie formalne znaczenie i kończyły się zwycięstwem komunistów. W 1949 na czele partii i państwa na krótko stanął Wasił Kołarow zastąpiony w 1950 przez Wyłko Czerwenkowa. W 1954 znaczenie Czerwenkowa spadło, co zmusiło go do rezygnacji z funkcji sekretarza. Premierem Bułgarii pozostał natomiast jeszcze przez dwa lata.
Czerwenkow rządził na wzór stalinowski, stosował masowe represje, zwalczał opozycję i rozwinął kult swojej osoby. W okresie pełnienia przez niego urzędu premiera kontynuowano rozpoczętą w 1949 kolektywizację rolnictwa, która w 1952 objęła 60% gruntów rolnych. W 1953 Czerwenkow ogłosił zmianę kursu gospodarczego, zapowiadając zwiększenie inwestycji w dobra konsumpcyjne i budownictwo mieszkaniowe, przy zmniejszeniu tempa rozwoju przemysłu ciężkiego. Zapowiedź ta w praktyce nie została jednak zrealizowana do końca dziesięciolecia.
Po śmierci Stalina, pod naciskiem nowych władz ZSRR, częściowo złagodził kurs polityki wewnętrznej, ogłaszając w lipcu 1953 amnestię dla więźniów politycznych. W roku następnym na V zjeździe partyjnym Todor Żiwkow zażądał, by partia – na wzór radziecki – podjęła walkę z kultem jednostki, co zapowiadało rychły upadek Czerwenkowa; tego też oczekiwano w ZSRR. W kwietniu 1956 jego działalność skrytykowało w podobnym duchu plenum KC BPK. Urząd premiera zyskał wtedy Anton Jugow. Z poparciem Nikity Chruszczowa Todor Żiwkow stopniowo do 1962 pozbawił Czerwenkowa wszystkich stanowisk. Były I sekretarz KC BPK został ostatecznie usunięty z partii.

#### Rządy Żiwkowa

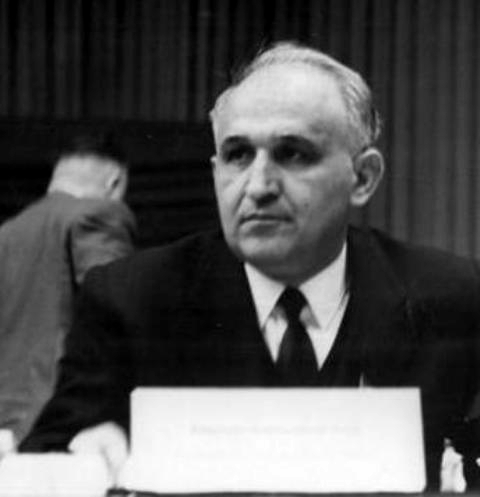
Todor Żiwkow

Pod rządami Żiwkowa w BPK osądzono i odsunięto od władzy Czerwenkowa i Jugowa, wypuszczono na wolność więźniów politycznych, a także zrehabilitowano Trajcza Kostowa. Oficjalnie potępiono kult jednostki i skrytykowano błędy popełnione w minionych latach. Liberalne reformy Żiwkowa nie spodobały się ortodoksom partyjnym. Gdy Żiwkow w czasie rozłamu radziecko-chińskiego w 1965 poparł stronę ZSRR, nastawieni prochińsko konserwatywni działacze partii podjęli się nieudanej próby puczu rozbitej przez rząd.
BPK była partią masową. W latach 1944–1989 liczebność jej członków wzrosła około 40-krotnie i w 1989 wynosiła około 1 milion.

#### Polityka gospodarcza BPK
Rządy komunistów bułgarskich wywarły znaczący wpływ na gospodarkę narodową. Na mocy specjalnej uchwały z końca 1946 niemal wszystkie krajowe przedsiębiorstwa zostały znacjonalizowane. W kraju rozpoczął się proces szybkiej industrializacji. Na obszarach rolnych stopniowo przeprowadzono kolektywizację (która zakończyła się w pełni w 1958), w efekcie której powstały rolnicze spółdzielnie produkcyjne (bułg. трудово-кооперативни земеделски стопанства), a później również kompleksy agrarno-przemysłowe (bułg. aграрно-промишлени комплекси). Byli właściciele skolektywizowanej ziemi otrzymywali tzw. rentę gruntową, której wysokość stopniowo obniżano. Pod rządami BPK bułgarska gospodarka narodowa rozwijała się stosunkowo stabilnie do lat 80 XX w., jakkolwiek zdaniem niektórych historyk w latach 60 XX w. kraj zmuszony był odsprzedać ZSRR swoje rezerwy złota by pokryć część zadłużenia zagranicznego. Bezrobocie było bardzo znikome, jednak utrzymanie go na niskim poziomie wiązało się ze wzrostem biurokracji i spadkiem efektywności pracy. Utrzymanie stabilnej produkcji było możliwe dzięki współpracy z ZSRR. Związek Radziecki otworzył swój rynek dla bułgarskich wyrobów, zapewnił dostawy ważnych surowców po preferencyjnych cenach, a także niejednokrotnie udzielał Bułgarii bezzwrotnej pomocy. Ceną za te korzyści było całkowite uzależnienie polityczne i gospodarcze Ludowej Republiki Bułgarii od ZSRR, które w końcu lat 80 XX w. przyczyniło się do kryzysu gospodarczego w kraju.

#### Polityka BPK względem mniejszości narodowych
Polityka BPK względem mniejszości narodowych zamieszkujących Bułgarię ulegała zmianom. W pierwszych latach po 9 września 1944 partia umożliwiła swobodną emigrację Żydom oraz Turkom. W 1951 Politbiuro BPK zdecydowało o nadaniu mniejszości tureckiej względnie szerokich jak na państwo rządzone monopartyjnie praw: prawa do samookreślenia narodowego i do nauczania szkolnego w języku tureckim; zezwolono na emitowanie tureckich audycji w radiu i w telewizji. Młodzież pochodzenia tureckiego miała specjalne przywileje w uczelniach wyższych. Jednocześnie podpisano z Turcją kilka umów o wysiedleniu części mniejszości tureckiej z Bułgarii. Polityka BPK wobec mniejszości uległa zmianie, kiedy pogorszyły się stosunki między Ludową Republiką Bułgarii i Turcją. W latach 80 XX w. BPK zainicjowała tzw. proces odrodzenia, którego przejawem była m.in. przymusowa zmiana turecko brzmiących imion i nazwisk na bułgarskie. Represje ze strony komunistów dosięgnęły znaczną część mniejszości tureckiej i tzw. Pomaków i spowodowały falę emigracji, która pogorszyła jeszcze złą sytuację ekonomiczną kraju w latach 80 XX w.

#### BPK u schyłku Ludowej Republiki Bułgarii
Po 1985, pod wpływem reform w ZSRR zainicjowanych przez Michaiła Gorbaczowa, BPK prowadziła politykę tzw. głasnosti i pieriestrojki. W jej ramach zliberalizowano gospodarkę, wprowadzono nową ordynację wyborczą, zezwalającą na zgłaszanie większej liczby kandydatów niż jest miejsc do obsadzenia oraz przeprowadzono rehabilitację ofiar stalinizmu. Zmiany ustrojowe nie były w stanie uratować gospodarki narodowej, która tkwiła w głębokiej stagnacji. W 1988 powstały pierwsze organizacje opozycyjne względem BPK. 10 listopada 1989 plenum KC BPK zdecydowało o dymisji Todora Żiwkowa z funkcji sekretarza generalnego. Datę tę uważa się dziś za początek transformacji ustrojowej w Bułgarii. Następca Żiwkowa, Petyr Mładenow obrał kurs ku demokratyzacji i gospodarce rynkowej. Żiwkow wkrótce po dymisji został aresztowany. Na początku 1990 zarząd BPK zdecydował o zmianie systemu ideologicznego partii i uznaniu demokratycznego socjalizmu jako partyjnej ideologii. Mładenow prowadził liberalną politykę otwartą na dialog z opozycją. 15 grudnia tego samego roku komunistyczny rząd ogłosił amnestię wobec więźniów politycznych, a 29 grudnia cofnął przepisy represjonujące mniejszość turecką. Na początku roku rozpoczął dialog z opozycją skupioną w koalicji Związek Sił Demokratycznych. 15 stycznia partia komunistyczna zdecydowała o zniesieniu z konstytucji zapisu o przewodniej roli partii, a w kolejnym miesiącu w ramach liberalizacji gospodarki pozwolono na prowadzenie prywatnej gospodarki rolnej.
Wiosną tego samego roku wśród członków partii zorganizowano referendum, na którym zdecydowano o przyjęciu nowej nazwy. Od 3 kwietnia 1990 brzmi ona Bułgarska Partia Socjalistyczna. Postkomuniści wygrali pierwsze wolne wybory w czerwcu 1990.

## Pierwsi Sekretarze Komitetu Centralnego Bułgarskiej Partii Komunistycznej
- Dimityr Błagojew
- Wasił Kołarow
- Georgi Dimitrow
- Wyłko Czerwenkow
- Todor Żiwkow
- Petyr Mładenow